# Fimbrina

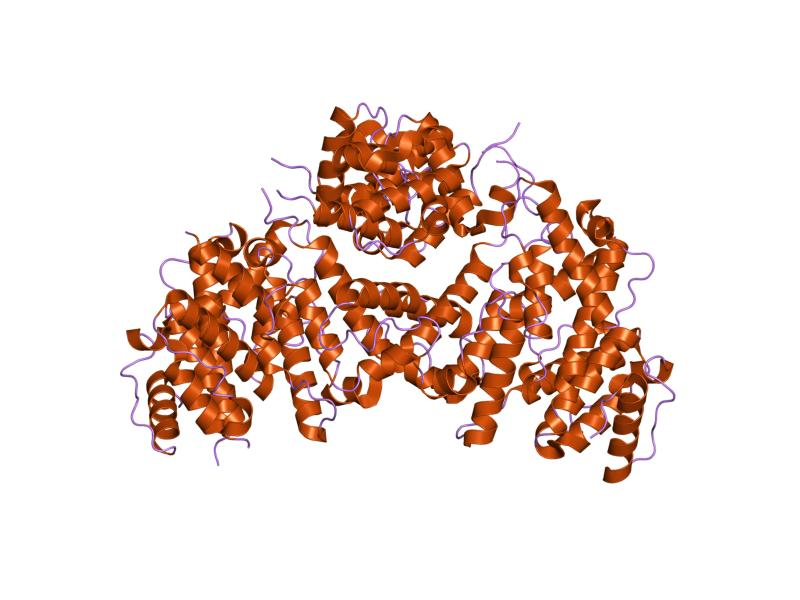
Estructura de la fimbrina, poseedora de dominios CH.

La fimbrina es una proteína de unión a actina que interviene en la formación de retículas de 
microfilamentos. Miembro de la familia con dominios CH (de homología a calponina, como son la actinina alfa o la distrofina), posee un elemento de 27 kDa de unión a actina que consiste en una duplicación en tándem con dos dominios CH. Es capaz de unir filamentos de actina. Se encuentra presente en muchos tipos celulares, destacando los que poseen microvellosidades intestinales, estereocilios, filopodios de fibroblastos. Su secuencia de proteínas es muy semejante en humanos y levaduras, lo que da idea de su conservación en la filogenia; de hecho, las levaduras carentes de fimbrina son defectivas en morfogénesis y endocitosis. La fimbrina, debido a su implicación en la generación de microfilamentos, interviene en procesos complejos como la citocinesis en levaduras y la invasión por bacterias enteropatogénicas. Su papel como creador de retículas de actina deriva de su estructura proteica, estructura descrita por cristalografía en los organismos modelo Arabidopsis thaliana y Schizosaccharomyces pombe.